# Helgö
Helgö é uma ilha do lago Mälaren, na província histórica de Uppland. Pertence ao município de Ekerö, no condado de Estocolmo.

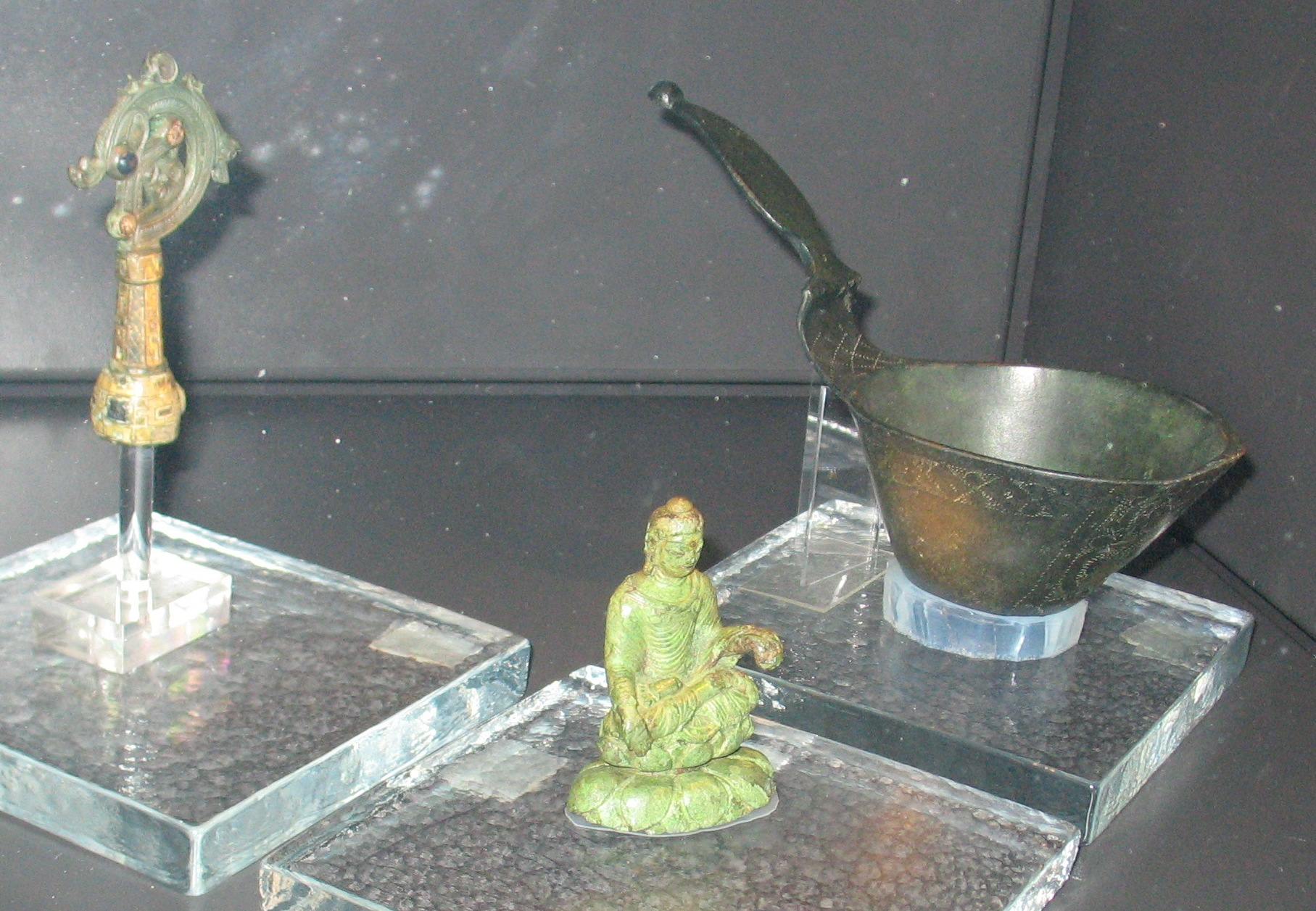

Entre os anos 200 e 800, existiu na ilha um povoado que era o mais importante centro comercial e artesanal dos Suíones. Mantinha ligações com países longíquos, como é atestado pelos numerosos objetos encontrados no local. Entre os achados, têm particular relevo peças de ouro, uma estatueta indiana representando Buda, uma colher de vinho do Egito e um cabo de bordão episcopal da Irlanda. Com o seu declínio, foi sucedida pela povoação de Birka.